# Lilla Bommen

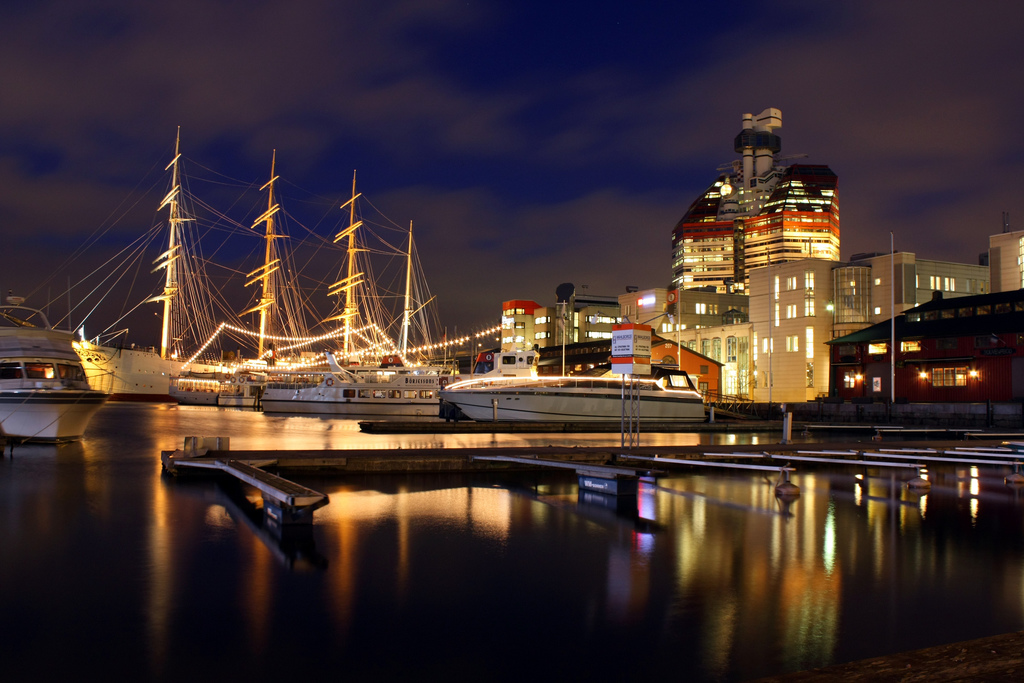
Lilla Bommen im Januar 2009

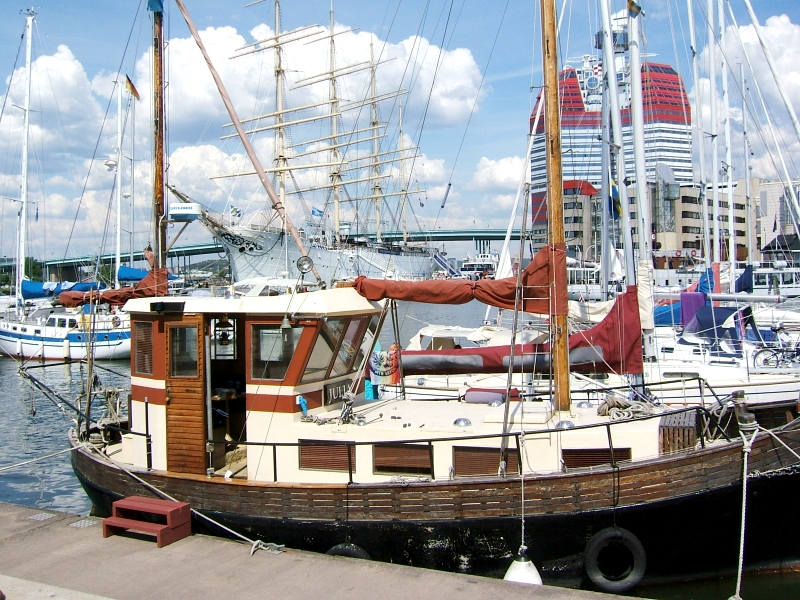
Lilla Bommen im Januar 2008 mit der Viermastbark Viking, der Brücke Götaälvbron und dem Hochhaus Skanskaskrapan im Hintergrund

Lilla Bommen (deutsch „Kleiner Schlagbaum“) ist ein Hafengebiet rund um den Gästehafen am Fluss Göta älv nördlich des Göteborger Altstadtkerns. Der ganzjährig geöffnete Gästehafen wird von der kommunalen Gesellschaft Liseberg AB betrieben und bietet rund 100 Yachten Platz. Auf der Westseite des Hafens liegt das 1994 fertiggestellte Göteborger Opernhaus, auf der Ostseite das 1989 errichtete Bürohochhaus Skanskaskrapan und am Kai die Viermastbark Viking.

## Geschichte
Der Hafen entstand in den 1640er Jahren und lag zwischen den beiden Festungen Gustavs Primus (bei der heutigen Oper) und S:tus Ericus (beim heutigen Bürobau Skanskaskrapan). Die beiden Häfen Lilla Bommen und Stora Bommen („Großer Schlagbaum“) wurden nach den Schlagbäumen benannt, die den Wasserweg für ein- und ausreisende Boote blockierten, damit Zoll für die schwedische Krone erhoben werden konnte.
Als das Hafenbecken für den Bootsverkehr im Jahr 1860 fertiggestellt wurde, maß der Kai eine Länge von 525 Metern und das Becken eine Wassertiefe von 3,5 Metern. Lilla Bommen entwickelte sich schnell zu Göteborgs wichtigstem Hafen für den Kanal- und Binnenverkehr durch Schweden, von dem aus Lastkähne und Passagierschiffe durch die Göta älv und den Göta-Kanal über die mittelschwedischen Seen bis nach Norrköping und Stockholm fuhren. Für die Kanalboote wurde dazu 1872 an einem neuen Kai eine Anlegestelle und eine Station eingerichtet.
Stadstjänareholmen (dt. etwa „Inselchen der städtischen Bediensteten“) war ein Gebiet beim Lilla Bommen, das außerhalb des Wallgrabens lag und vom Tischlermeister Nicolaus Hultman (1762–1819) gepachtet wurde. Nach ihm wurde das Gebiet in Hultmans holme umbenannt, nachdem der letzte Teil des nördlichen Wallgrabens in den 1870er Jahren zugeschüttet wurde.
Im Osten des Hafengebietes liegt der Platz Lilla Bommens torg, dessen Name 1883 festgelegt wurde. Der Platz entstand durch die Zuschüttung des Wallgrabens in Höhe des Kanals Fattighusån bis zum Lilla Bommen, wodurch ein größeres landfestes Gebiet nordöstlich des Hafens geschaffen wurde.
1899 wurde beim Lilla Bommen ein Bahnhofsgebäude errichtet, das die Endstation für die Eisenbahnstrecke ins Västergötland bildete.
Früher gab es mit dem Östra Hamnkanalen (dt. „Osthafenkanal“) einen Kanal, der sich von Lilla Bommen vorbei an den östlichen Hafentoren (schwedisch Östra Hamngatorna) bis zum zentralen Platz Brunnsparken erstreckte. Über diesen Kanal führte an der Mündung in den Hafen eine breite Brücke, die Lilla Bommens Bro, die die Marktplätze Kanaltorget und St. Eriks Torg miteinander verband. Mit der Zuschüttung des Kanals im Jahr 1936 verschwand auch die Brücke, über die auch die Eisenbahn führte.

### Schiffsunglück der Göta Elf

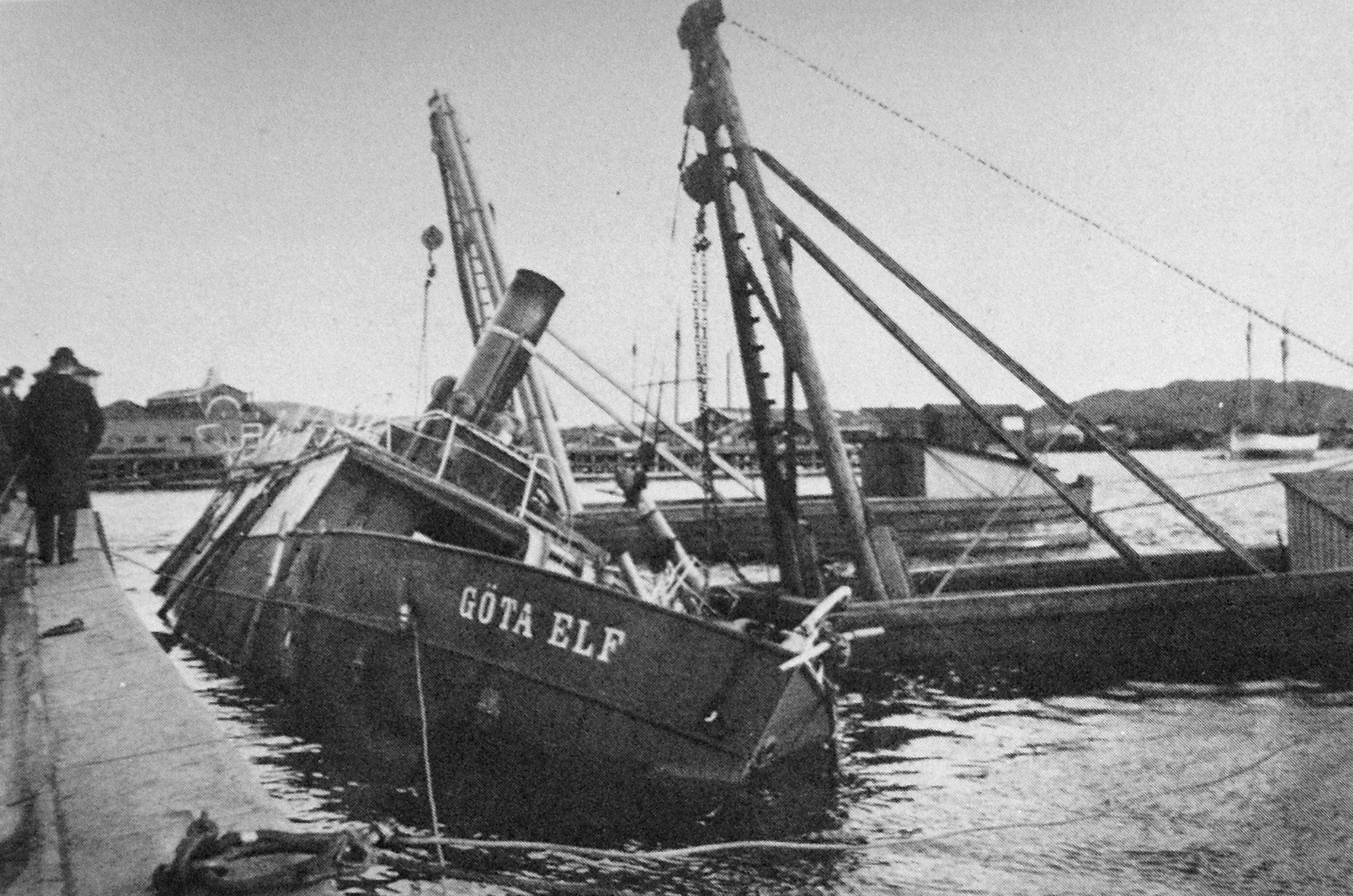
Bergung der Göta Elf am 15. April 1908

Am 15. April 1908 kenterte und sank im Hafenbecken der Dampfer Göta Elf samt Passagieren und Gütern. Mehr als zwanzig Personen kamen bei dem Unglück ums Leben, was damals zu einer großen Anteilnahme in der schwedischen Presse führte.

### Götabåten
Im Zuge der Grabungen in der St. Eriksgatan und dem Bau des Götatunnels kam im Juli 2001 ein Bootswrack zu Tage, das etwa aus der Mitte des 17. Jahrhunderts stammt. Das als Götabåten bezeichnete Boot lag in einer etwa drei Meter dicken Schicht aus Füllmasse begraben, die sich in einer Tiefe von 60 cm unter dem heutigen Grund des Flusses befand. Vom Wrack blieb ein zehn mal drei Meter großer zusammenhängender Schiffskörper erhalten, der aus Kiel, Achtersteven und Teilen des Schiffsrumpfes bestand. Das ursprünglich zwölf Meter lange Boot wurde hauptsächlich aus Eiche und Kiefer angefertigt.